# 連詞字符
連詞字符（英語：Word joiner，簡稱「WJ」）是一個在Unicode中的格式字符，於部份不使用顯式間距（explicit spacing）的語言中用作表達一個不應出現分字的地方。該字符自Unicode 3.2版本（2002年發佈）起，以U+2060  WORD JOINER ，HTML：&#8288;收錄。連詞字符不會產生任何空格，故可防止相關位置出現自动换行的情況。
連詞字符取代了零寬不換行空格（zero width no-break space，ZWNBSP）字元（一個不建議採用的Unicode字符，其編碼為U+FEFF）。U+FEFF字元原擬用於文件開首的位元組順序記號（Byte Order Mark，BOM），但根據Unicode標準，若該字元非在上述情況下使用，則應視為「零寬不换行空格」般使用。在Unicode 3.2版本起，Unicode聯盟不再建議這種故意採用U+FEFF的方式，並強烈建議採用連詞字符。